# بيت البياضي (السدة)

تعديل مصدري - تعديل

بيت البياضي محلة تابعة لقرية بيت الجلعي، التابعة لعزلة العرافة بمديرية السدة إحدى مديريات محافظة إب في الجمهورية اليمنية.، بلغ تعداد سكانها 26 حسب تعداد اليمن لعام 2004.